# Wolossowo
Wolossowo (russisch Во́лосово, wissenschaftlich Volosovo, finnisch Volossova) ist eine Stadt in der nordwestrussischen Oblast Leningrad. Sie hat 11.433 Einwohner (Stand 1. Januar 2024).

## Geografie
Die Stadt liegt etwa 85 km südwestlich der Oblasthauptstadt Sankt Petersburg.
Wolossowo ist Verwaltungszentrum des gleichnamigen Rajons.

## Geschichte
Volosovo ist namengebender Fundort einer vorgeschichtlichen archäologischen Kultur, wozu auf anderssprachige Seiten verwiesen werden muss.
Wolossowo entstand nach dem Bau der Eisenbahnstrecke Sankt Petersburg–Tallinn 1870 als Landhaussiedlung.
1937 wurde dem Ort der Status einer Siedlung städtischen Typs und am 14. April 1999 das Stadtrecht verliehen.

### Bevölkerungsentwicklung
| Jahr | Einwohner |
| ---- | --------- |
| 1939 | 3.588     |
| 1959 | 5.641     |
| 1970 | 7.022     |
| 1979 | 7.256     |
| 1989 | 10.250    |
| 2002 | 11.660    |
| 2010 | 12.161    |

Anmerkung: Volkszählungsdaten

## Kultur und Sehenswürdigkeiten

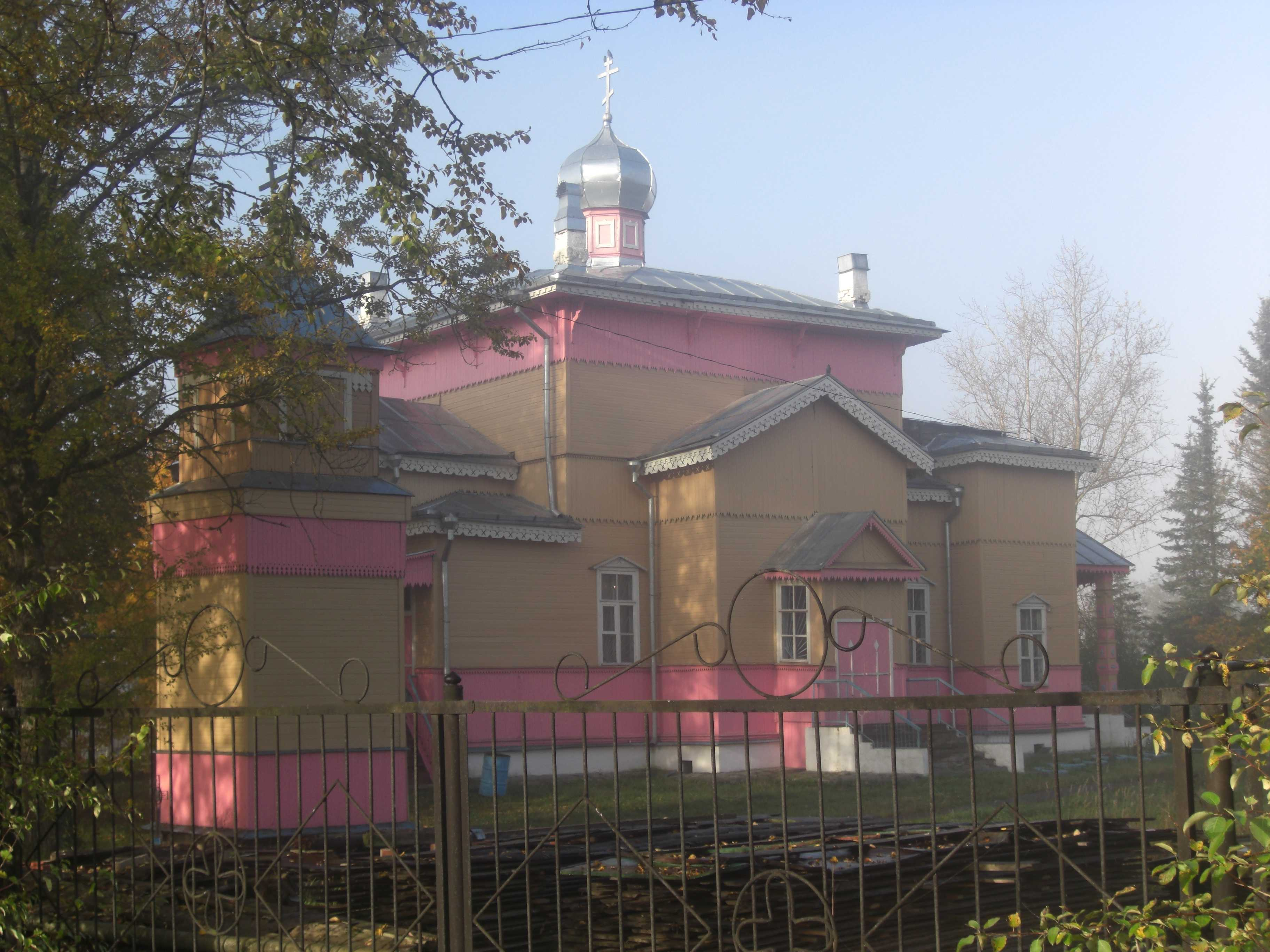
Alexander-Newski-Kirche in Wolossowo

Bei Wolossowo liegt der als Museum hergerichtete ehemalige Landsitz des Malers und Schriftstellers Nikolai Rerich (Nicholas Roerich, 1874–1947).
Im Dorf Klopizy des Rajons Wolossowo steht die Peter-und-Pauls-Kirche (церковь Петра и Павла/zerkow Petra i Pawla). Im Dorf Torossowo ist der ehemalige Landsitz des Barons und Generals Pjotr Wrangel erhalten, im Dorf Kaskowo das Gebäude der alten Poststation. Im Dorf Raskulizy befinden sich ein ehemaliger Landsitz sowie die Christi-Verklärungs-Kirche (Преображенская церковь/Preobraschenskaja zerkow).
Aus dem 3. bis 1. Jahrtausend v. Chr. stammt eine Reihe von Grabhügeln in der Umgebung.

## Wirtschaft und Infrastruktur

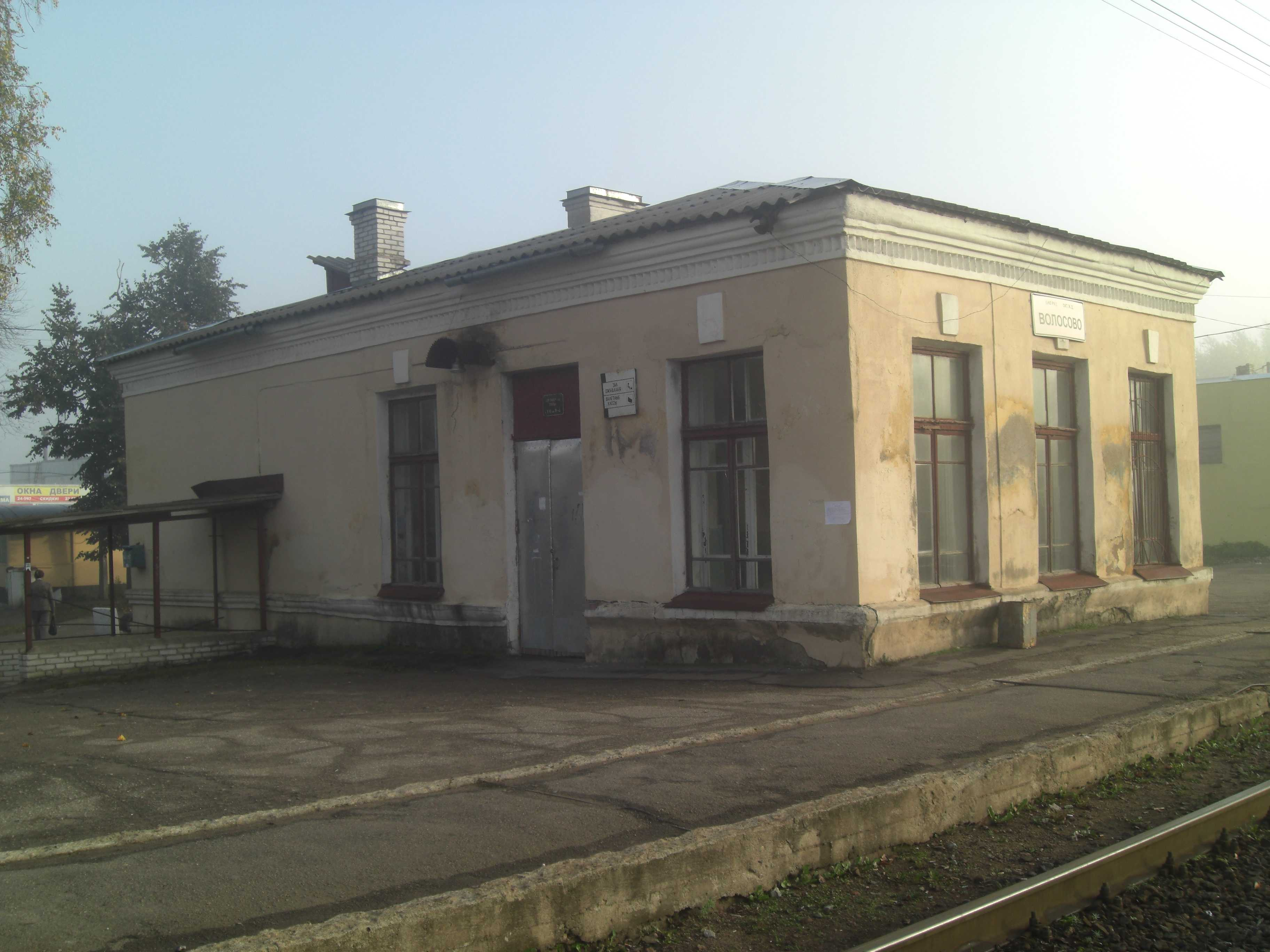
Bahnstation Wolossowo

In Wolossowo gibt es Betriebe der Holzwirtschaft und der holzverarbeitenden Industrie, der Baustoffwirtschaft (Kalkstein) sowie der Lebensmittelindustrie.
Die Stadt liegt an der 1870 eröffneten Eisenbahnstrecke Sankt Petersburg–Tallinn (Streckenkilometer 84).
Durch Wolossowo führt die Regionalstraße R38 Gattschina–Opolje (bei Kingissepp).

## Söhne und Töchter der Stadt
- Pawel Moltschanow (1893–1941), sowjetischer Meteorologe
- Eduard Wiiralt (1898–1954), estnischer Graphiker